# Ócsa
Ócsa ist eine ungarische Stadt im Kreis Gyál im Komitat Pest.

## Geografie
Ócsa erstreckt sich über eine Fläche von 81,66 km². Die Gemeinde liegt 30 km südlich der Hauptstadt Budapest zwischen der Landesstraße 5 und der Autobahn M5.

## Geschichte
Ócsa ist seit der Árpáden-Zeit ununterbrochen besiedelt. Der Ort wurde erstmals 1235 in einer Urkunde als Alza erwähnt. Das zu Ehren der Jungfrau Maria errichtete Kloster wurde vor dem Jahr 1235 errichtet. Die heutige Kirche des Klosters ist eines der wichtigsten Denkmäler der romanischen ungarischen Architektur.

## Sehenswürdigkeiten

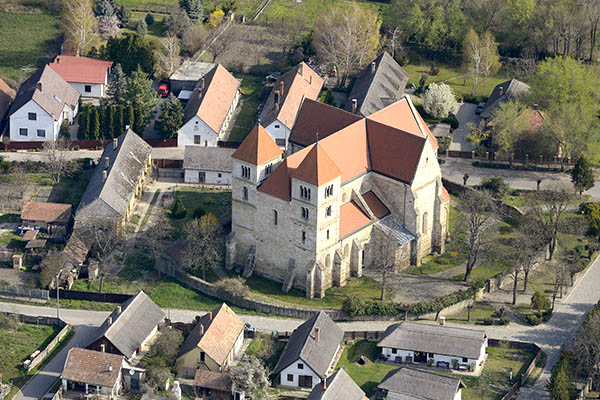
Das Kloster

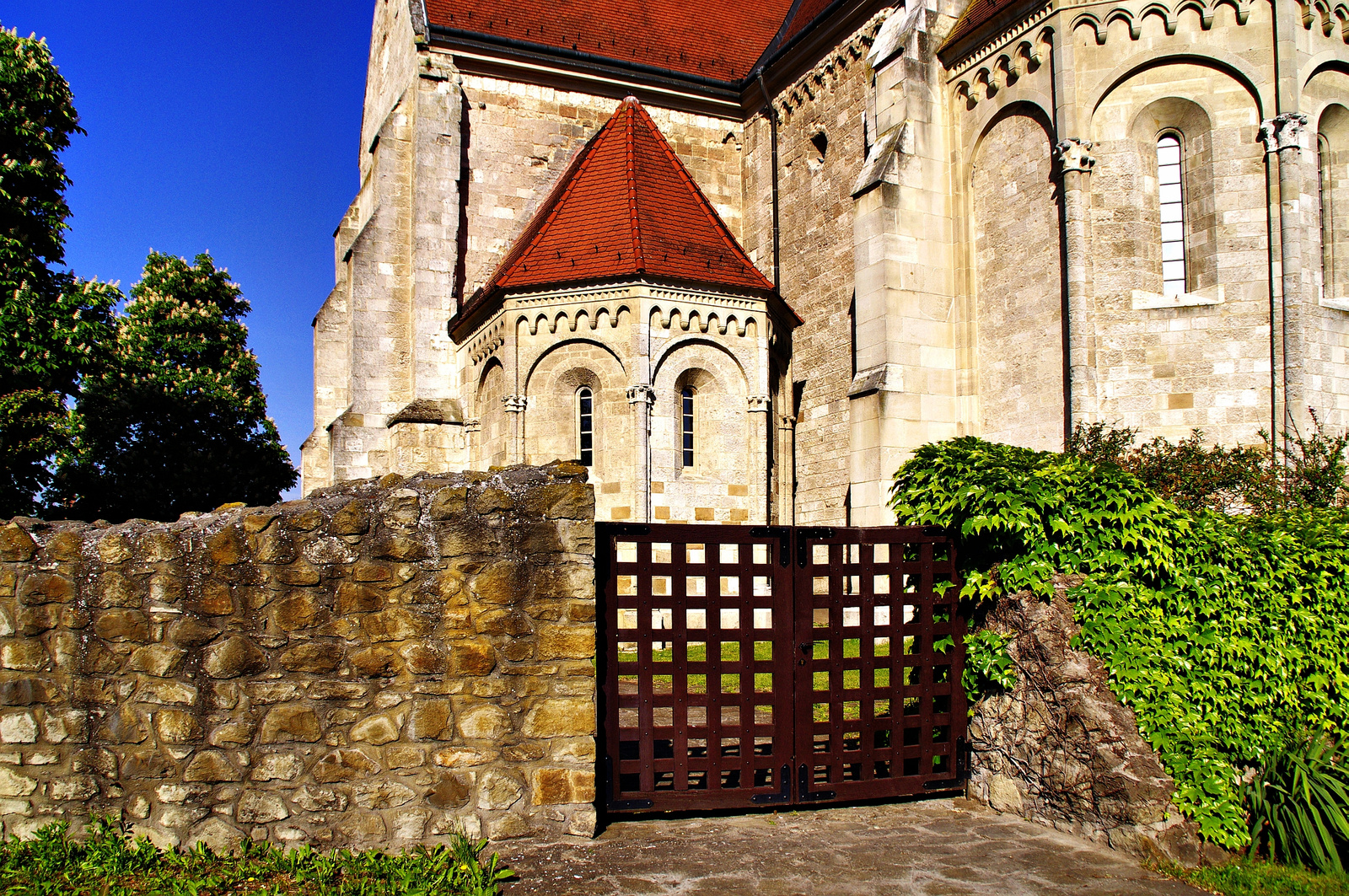
Hintere Eingang zum Kloster

- Das ehemalige Kloster mit der reformierten Kirche,
- Der im Jahre 1778 geweihte Friedhof mit Gedenkstelen (temető és kopjafák),
- Die Ausstellungen des Heimatmuseums (Tájház),
- Die Weinkeller,
- Das Landschaftsschutzgebiet Ócsa unter der Aufsicht des Nationalparks Donau-Eipel (ungarisch: Duna-Ipoly Nemzeti Park) mit einer Gesamtfläche von 3606 Hektar, von denen 1466 Hektar besonders geschützt sind,
- Die Vogelwarte (Madárvárta),
- Die Katholische Kirche, 1777 geweiht.

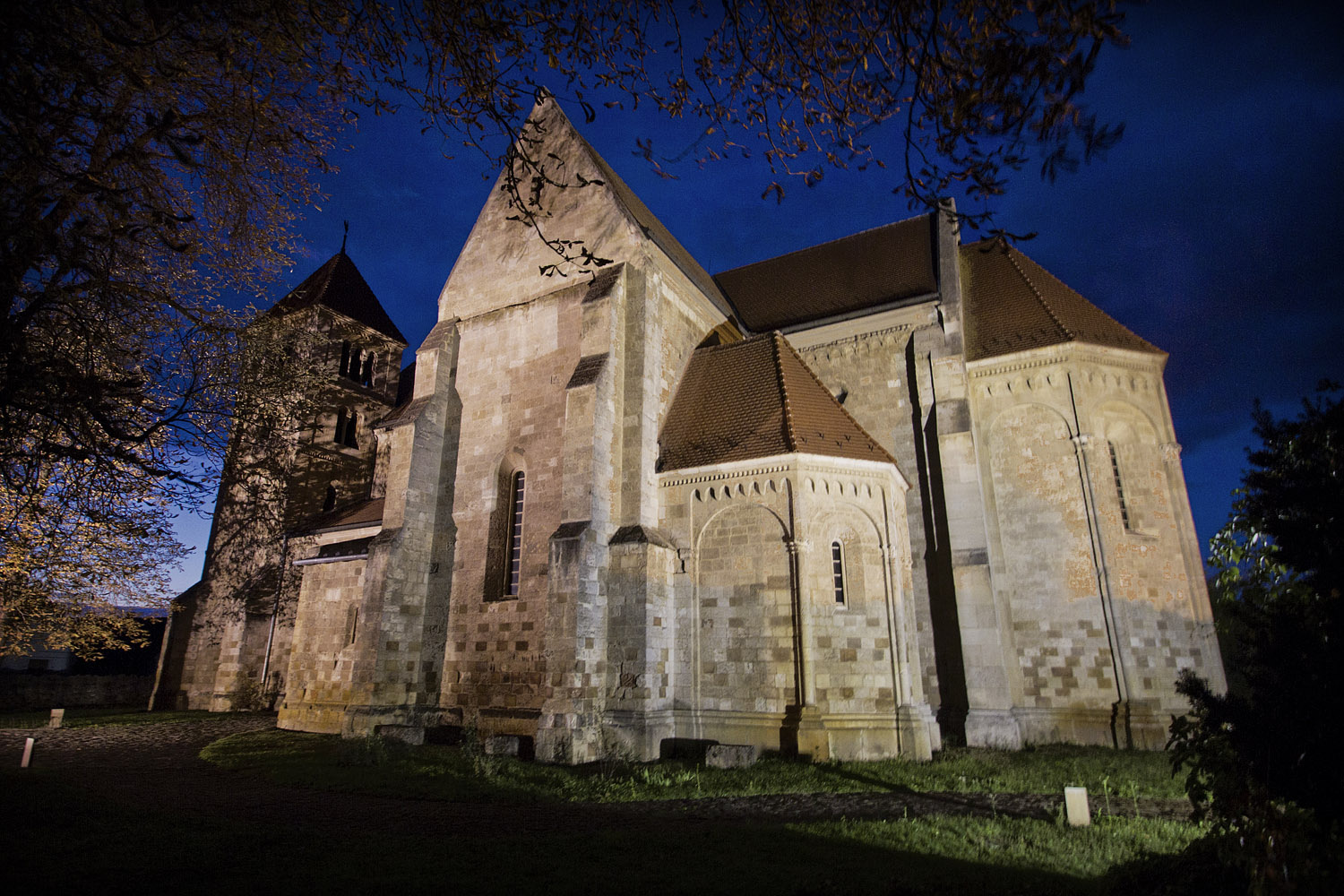
Reformierte Kirche

## Galerie

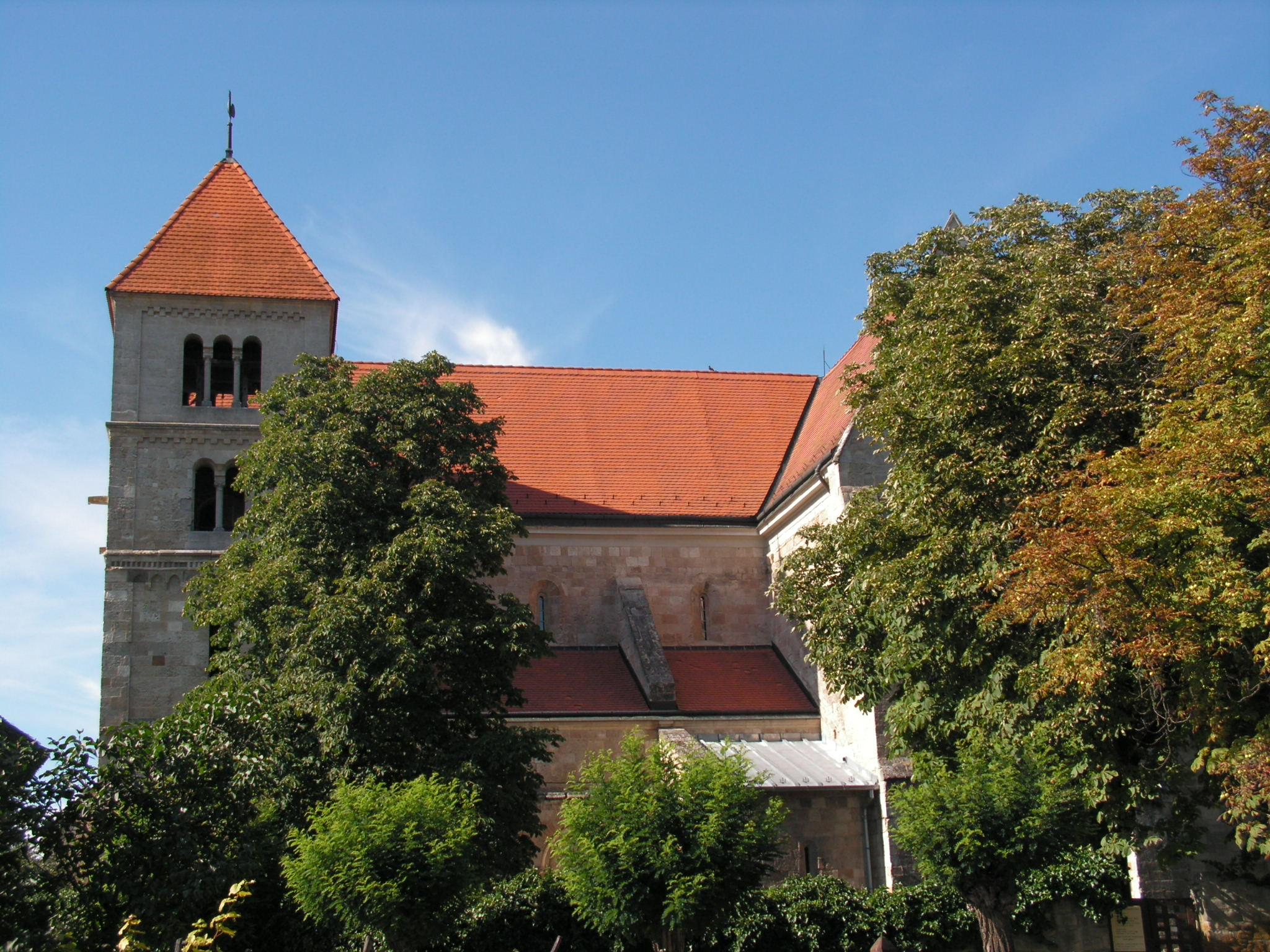
Reformierte Kirche im ehemaligen Kloster
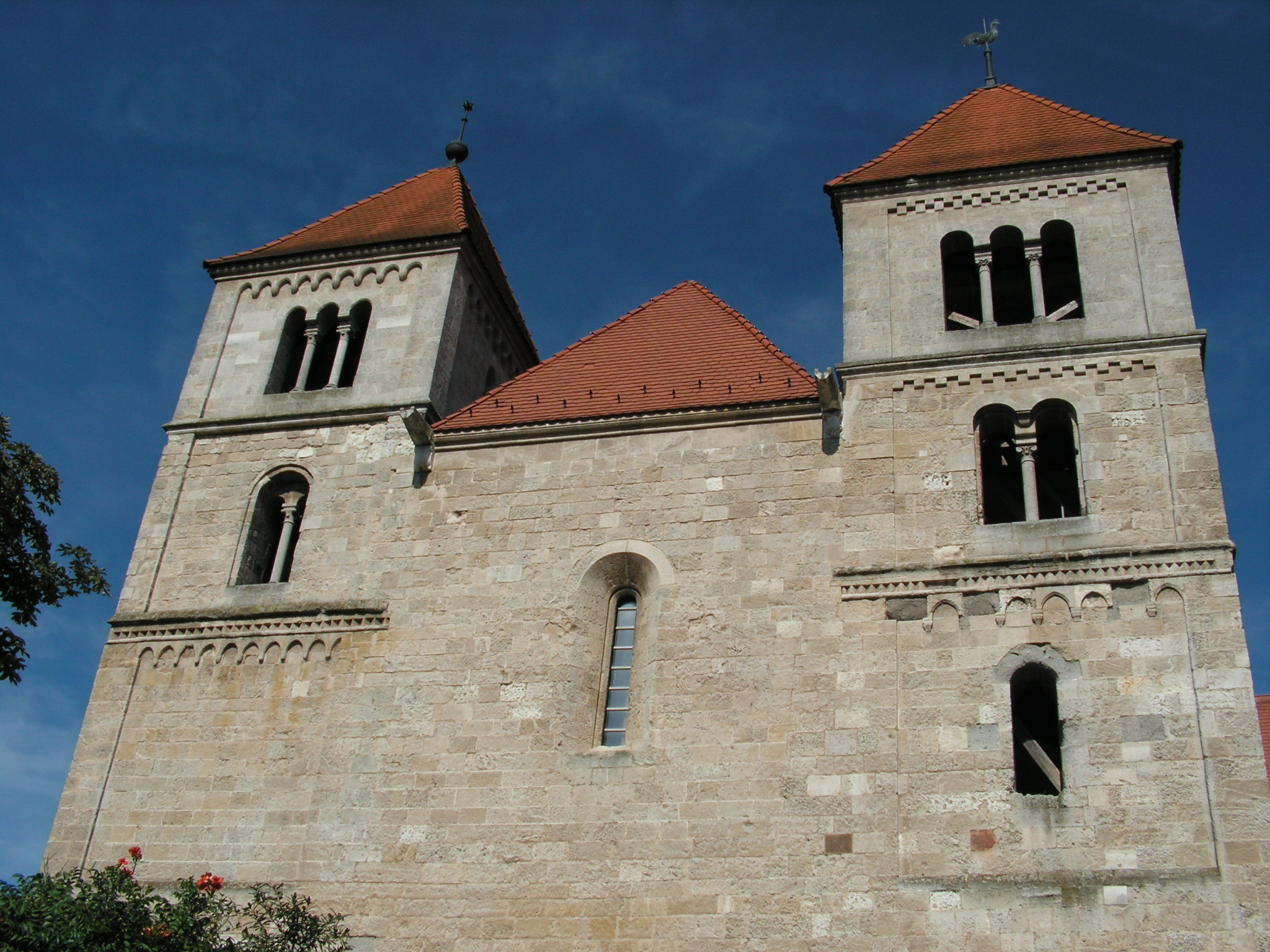
Reformierte Kirche im ehemaligen Kloster
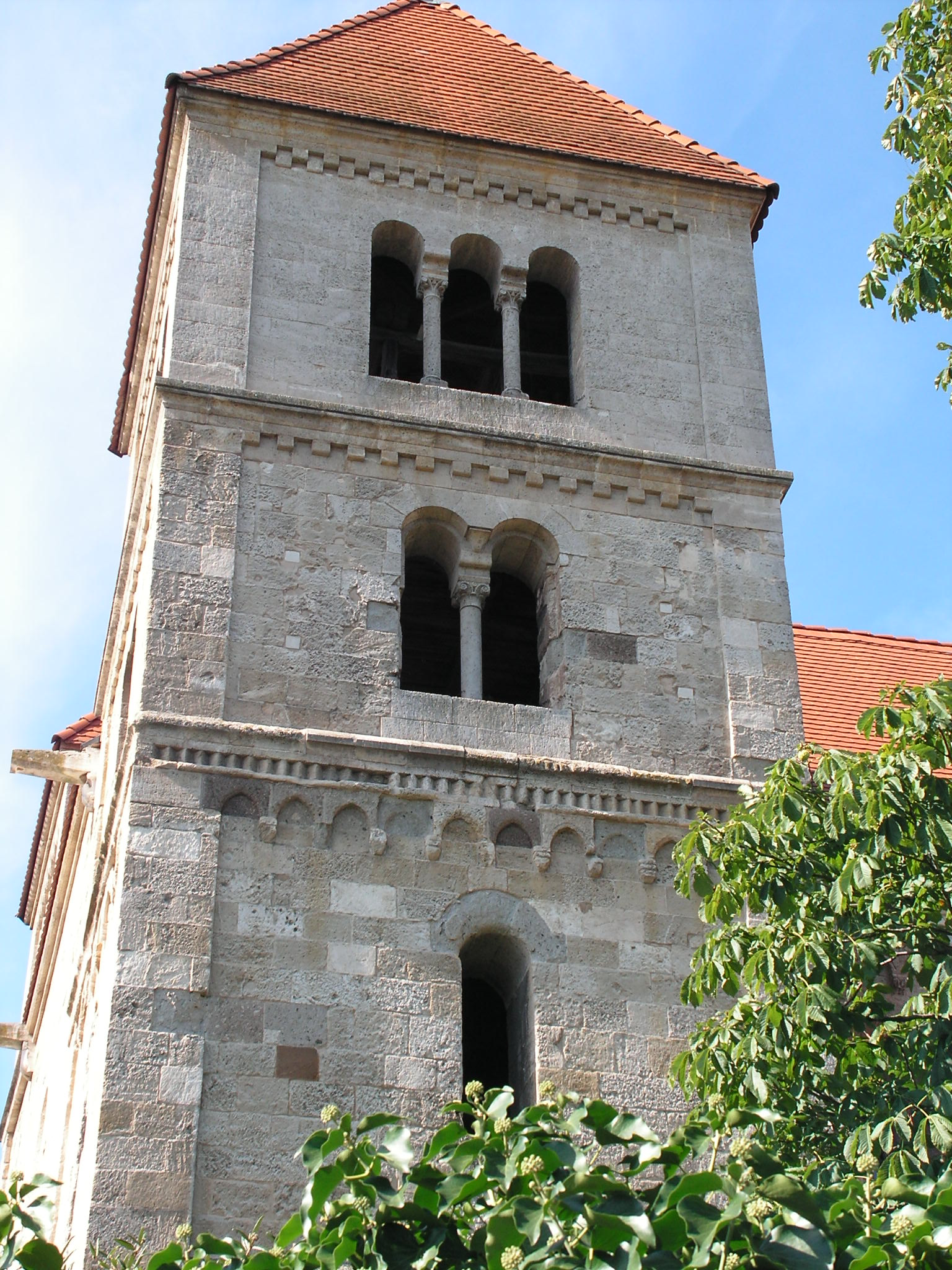
Reformierte Kirche im ehemaligen Kloster
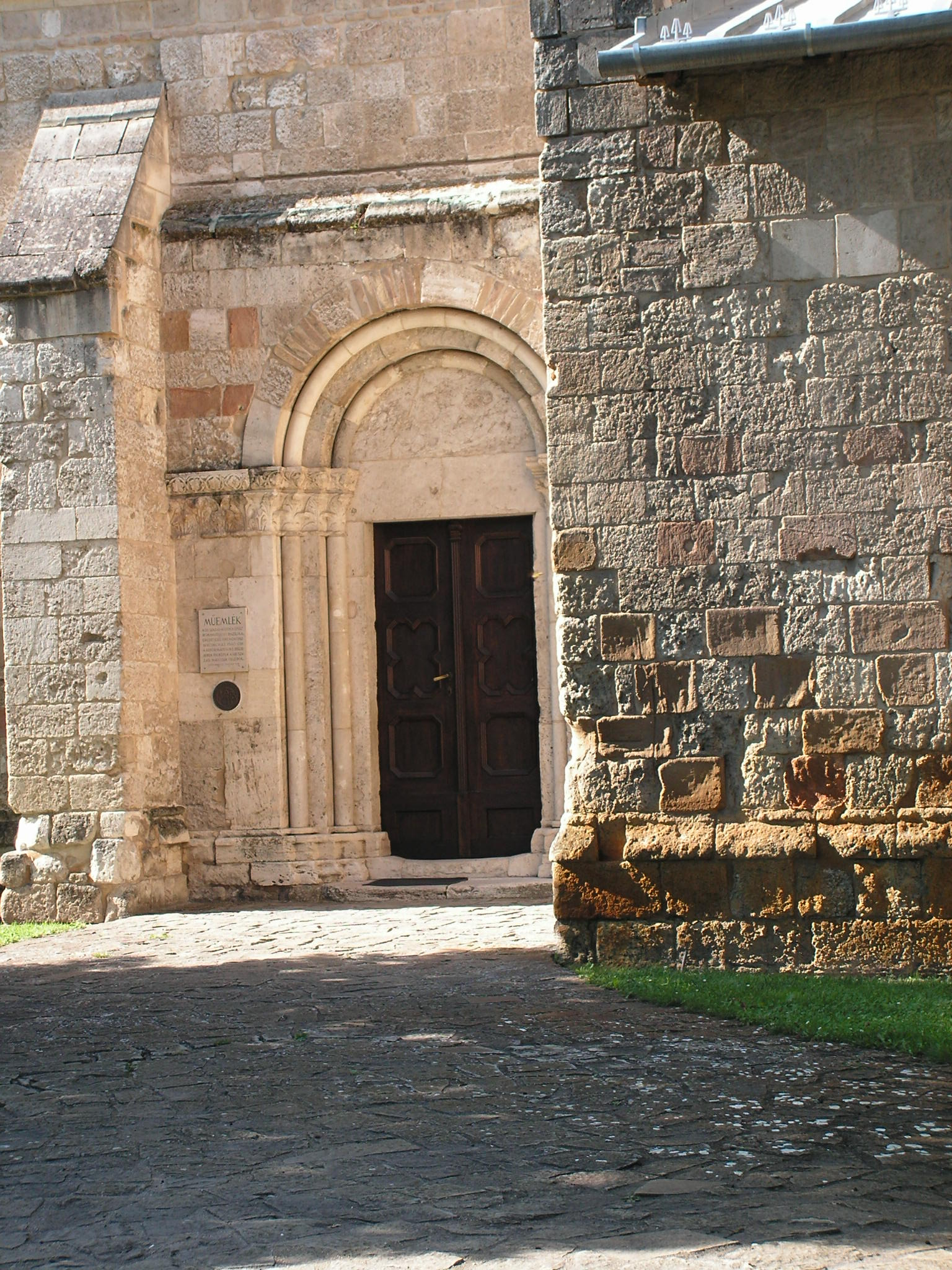
Reformierte Kirche im ehemaligen Kloster
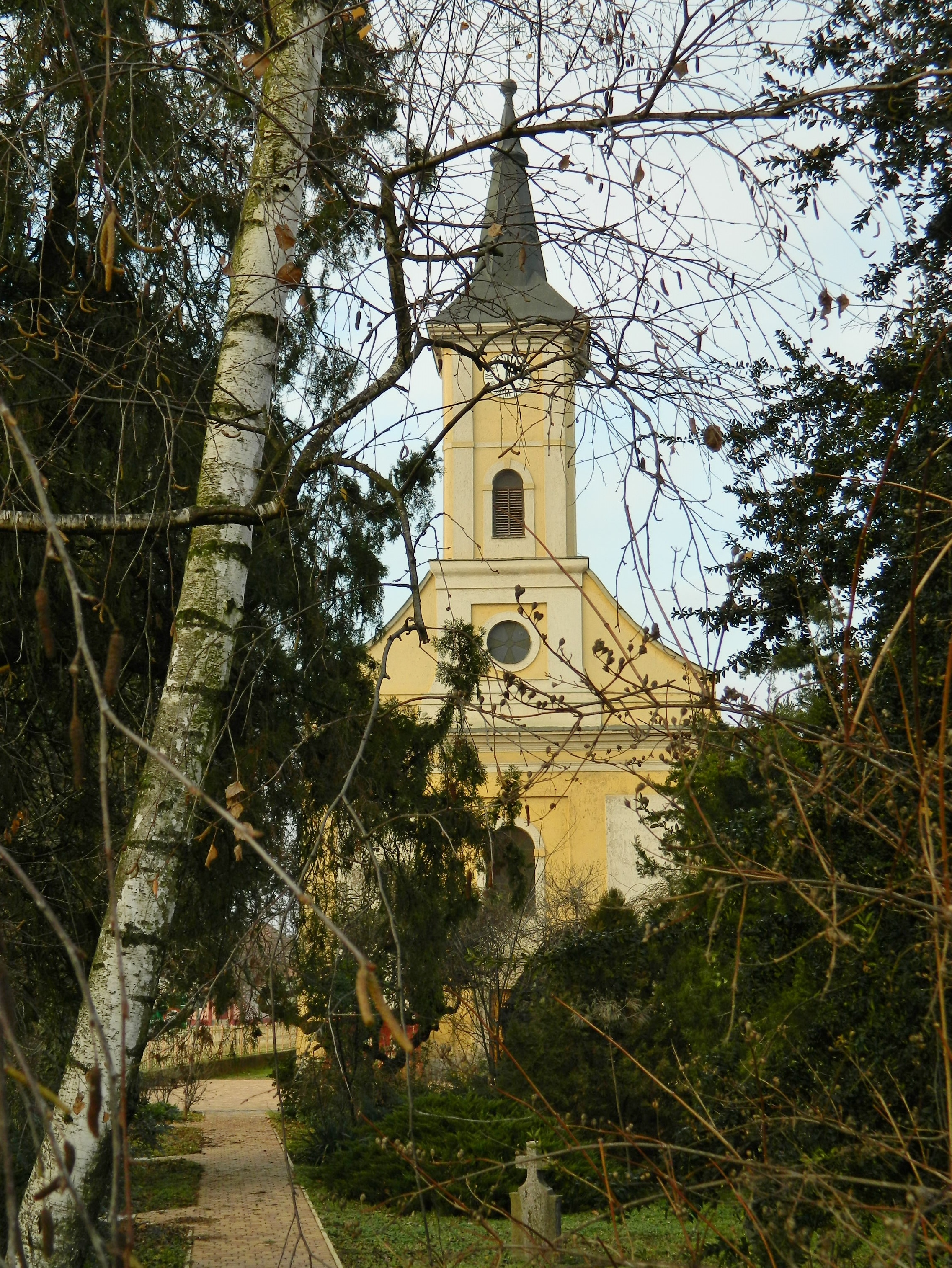
Katholische Kirche
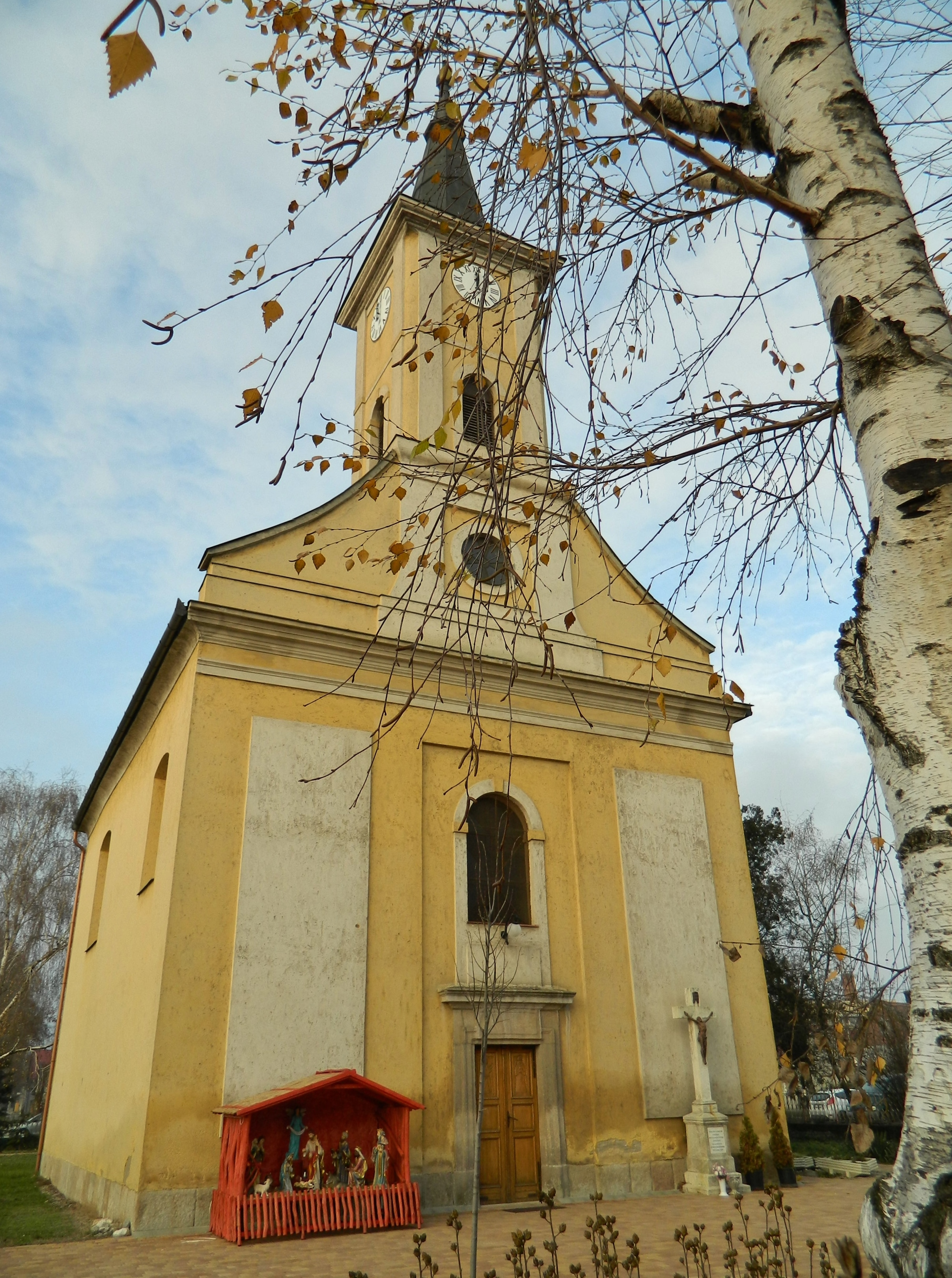
Katholische Kirche
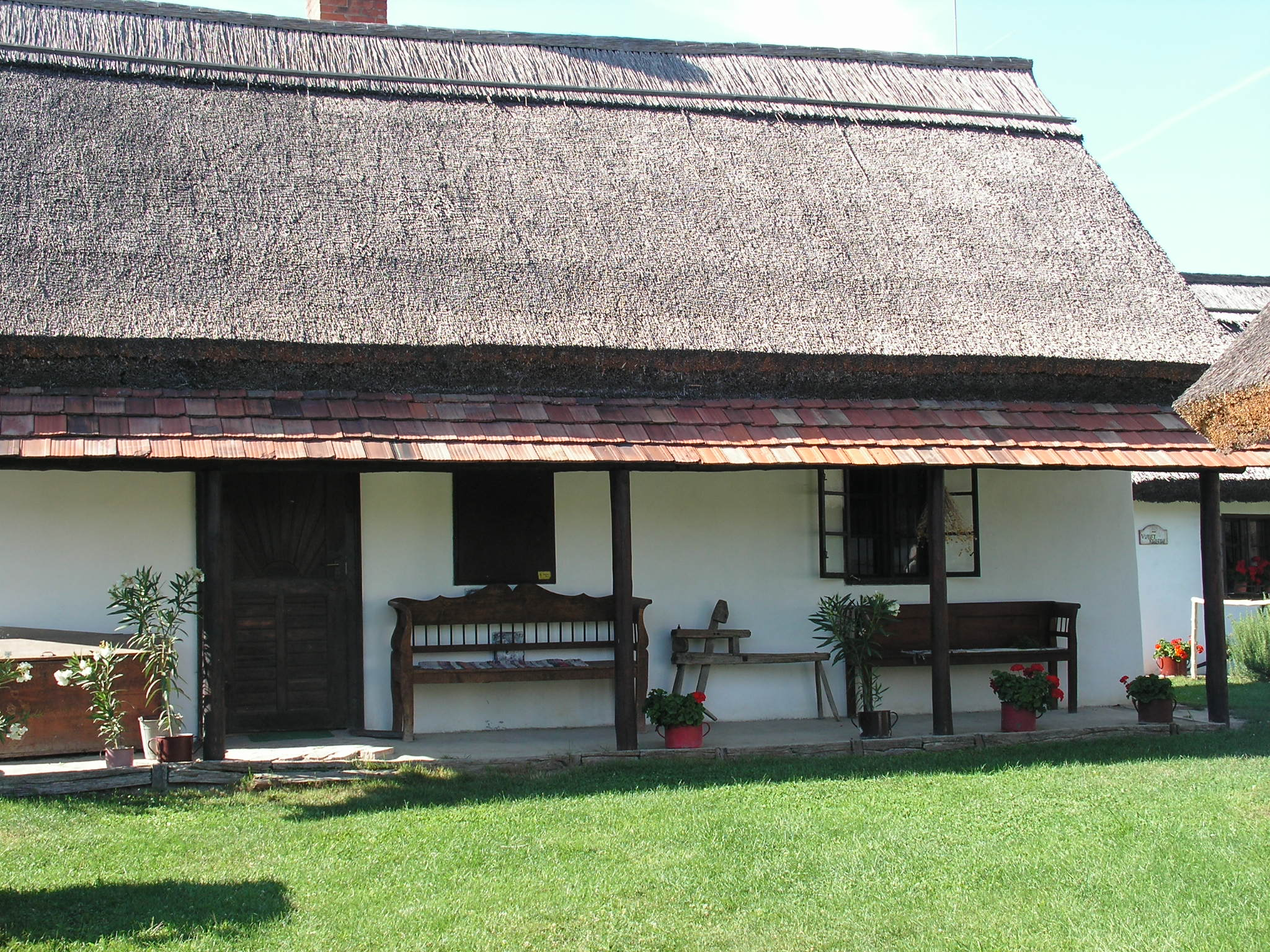
Tájház
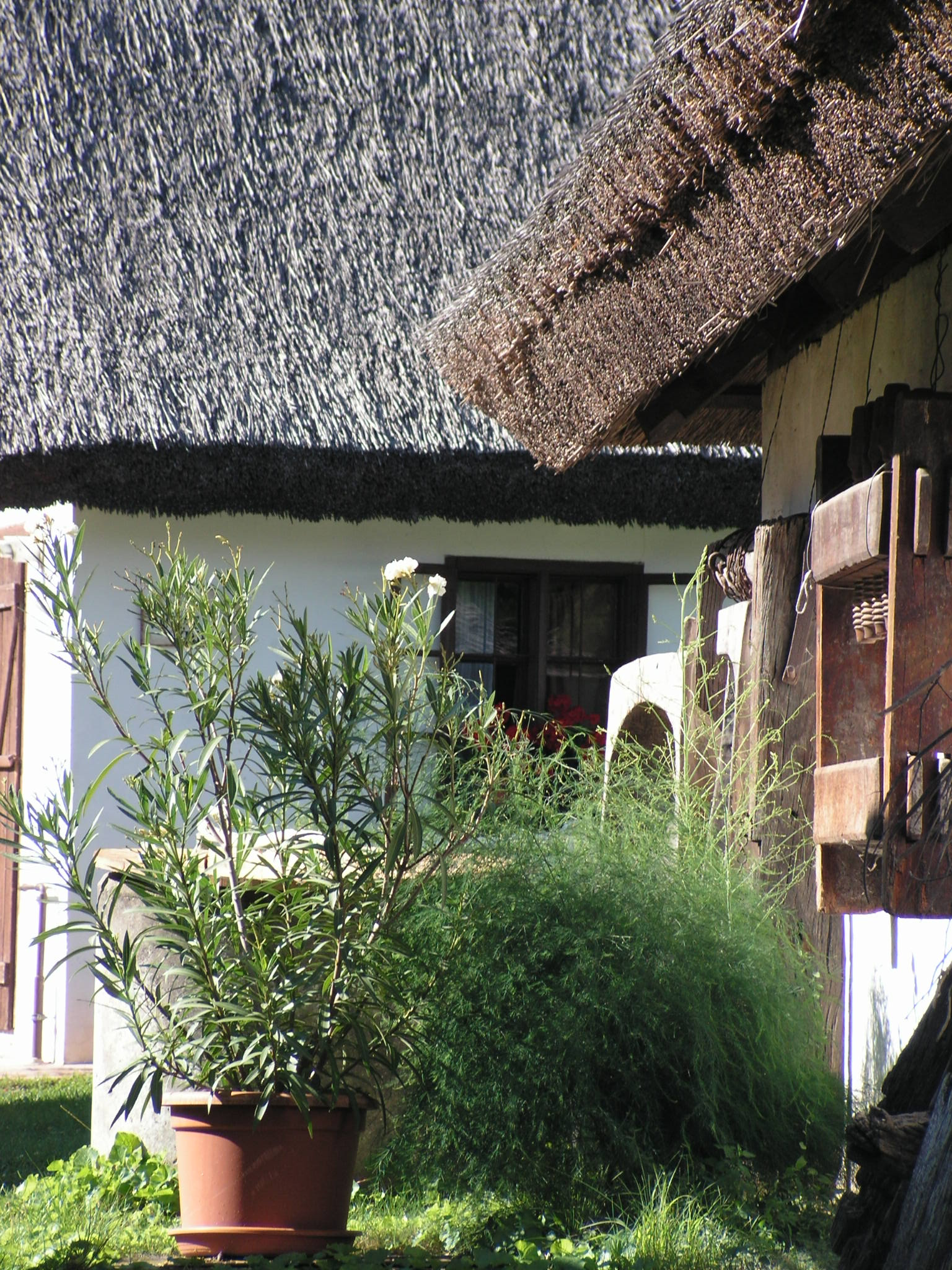
Tájház
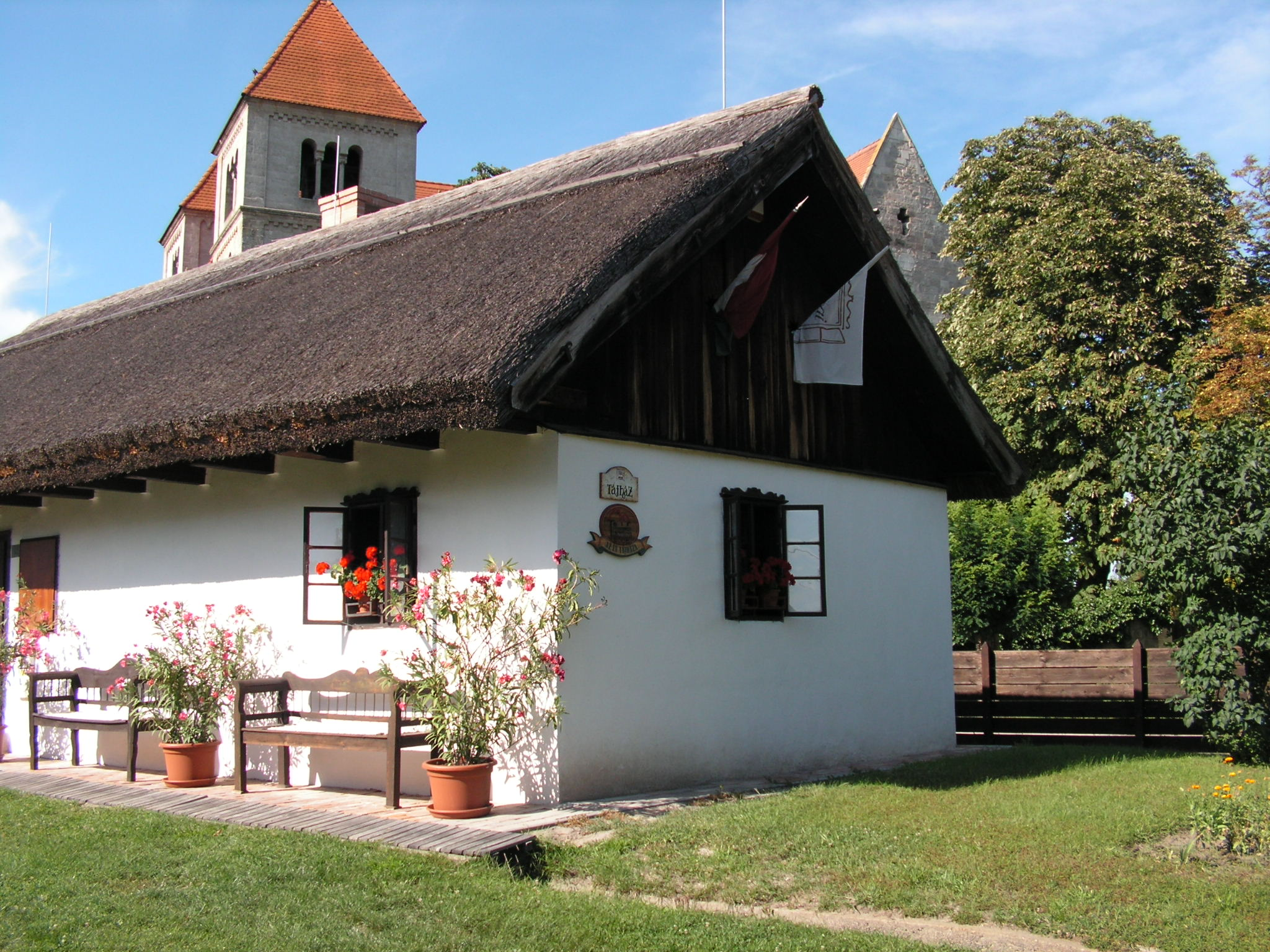
Tájház
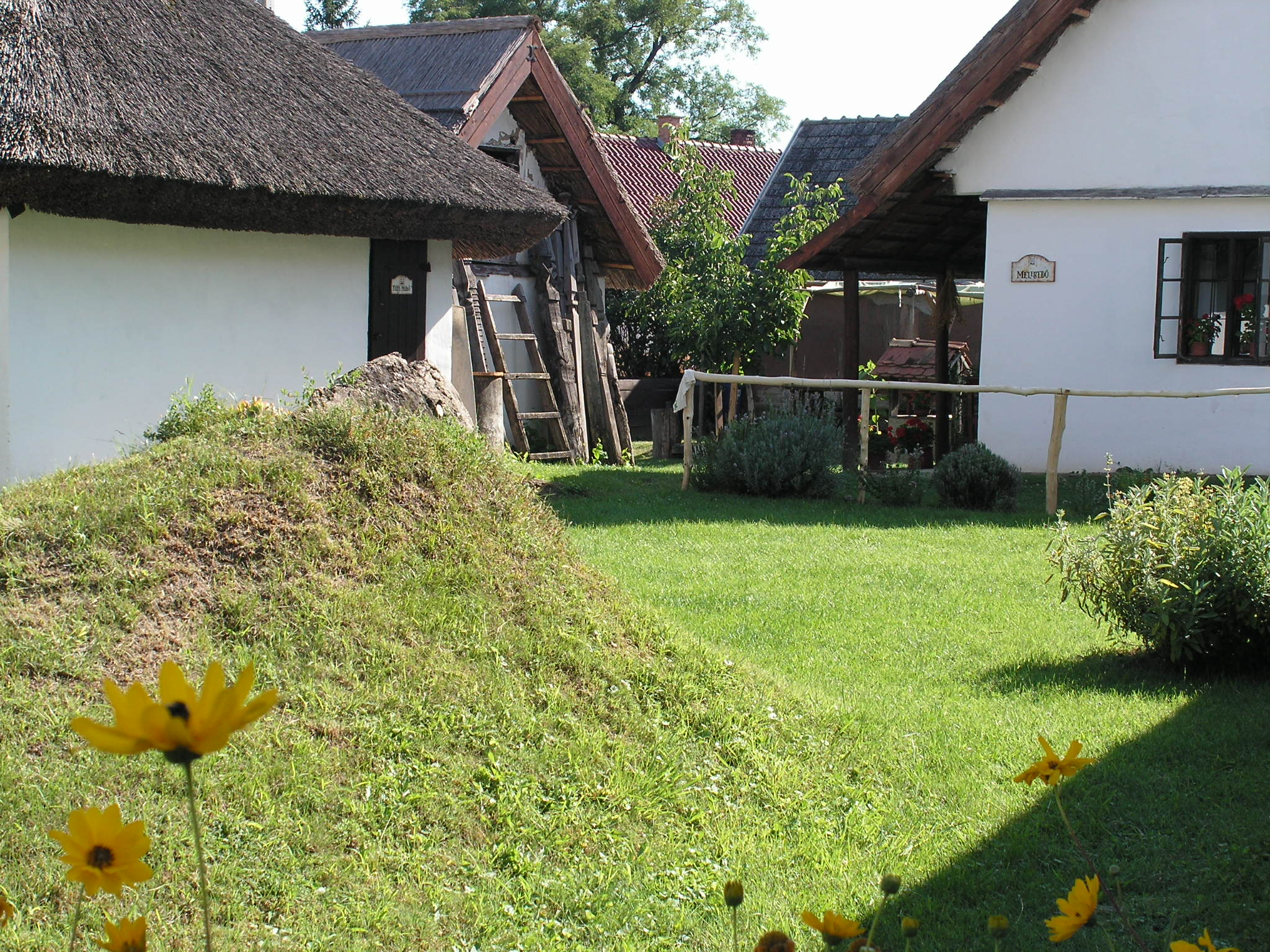
Tájház

## Verkehr
Der Ort hat einen Bahnhof an der Bahnstrecke Budapest–Lajosmizse-Kecskemét.

## Städtepartnerschaften
- Plášťovce, Slowakei, 1998
- Kose, Estland, 2007
- Dalgety Bay, Vereinigtes Königreich, 2015